# 아이우치 시오리
아이우치 시오리(일본어: 相内しおり, 1990년 11월 6일 ~ )는 2010년에 활동했던 일본의 성인 비디오 여배우이다. SOD 크리에이트가 주최한 《제 2회 SODstar 신데렐라 오디션》에서 그랑프리를 차지했으며, 성인 비디오 데뷔 이전에 남자 경험이 없어 데뷔작에서 처녀성을 잃었다. 반년 뒤에 업계에서 은퇴하였다.